# Малый флорикан
Малый флорикан, или флаговая дрофа, или малая индийская дрофа (лат. Sypheotides indicus), — вид птиц из семейства дрофиных, единственный одноимённом роде (Sypheotides). Это самый маленький вид в семействе дрофиных. Он эндемик Индийского субконтинента, где этот вид населяет высокотравные луга и хорошо известен по своим высоким прыжкам во время брачных демонстраций, которые осуществляют самцы во время сезона дождей. Самец имеет контрастное черно-белое оперение и характерные удлиненные перья на голове, которые простираются и на шею. Эти дрофы встречаются, в основном, на северо-западе и в центральной части Индии летом, но зимой они более широко распространены по всей Индии. Этот вид находится под угрозой исчезновения и был истреблен в некоторых частях его ареала, таких как Пакистан. Ему угрожает как охота, так и деградация среды обитания. Единственный похожий вид — бенгальский флорикан (Houbarobsis bengalensis), который крупнее и лишён белого горла, воротника и удлиненных перьев.

## Ареал

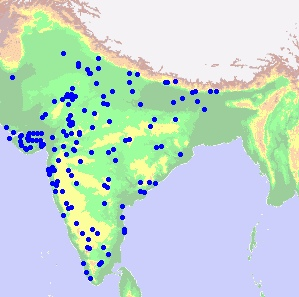
Точечная карта ареал (включает исторические находки)

Эндемик Индии. Ареал гнездовий охватывает штаты Гуджарат, Раджастан, Махараштра, Мадхья-Прадеш и Андхра-Прадеш. В середине 1990-х годов популяция вида оценивалась в 2200 птиц.

## Описание
Длина тела самца до 46 см, самки крупнее — около 51 см. Вес птиц колеблется от 510 до 740 г. У самца голова, шея и нижняя часть тела черная. Крылья и спина имеют коричневый окрас с белыми пятнами. Самка окрашена в коричнево-серые тона с чёрными пятнами. Окраска между самцом и самкой сильно отличается, поэтому сначала их рассматривали как два разных вида.

## Питание

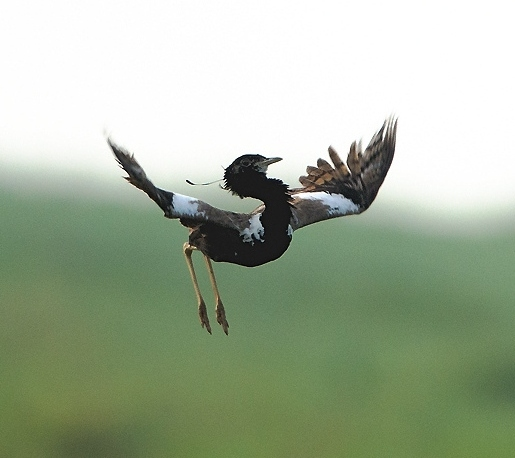
Демонстрационный взлёт самца индийского флорикана во время брачных церемоний.

Индийские флориканы питаются множеством мелких позвоночных и беспозвоночных, включая червей, многоножек, ящериц, лягушек и насекомых, таких как саранча, муравьи и волосатые гусеницы. Также известно, что они питаются побегами и семенами, травами и ягодами. Обычно флориканы кормятся рано утром или вечером.

## Размножение
Сезон размножения длится с сентября по октябрь в северной Индии и с апреля по май в южной Индии. В гнездо, находящееся в густой траве самка откладывает 3 — 4 яйца. Цвет яиц варьируется от зелёного до коричневого. Насиживает только самка в течение 21 дня.

## Галерея

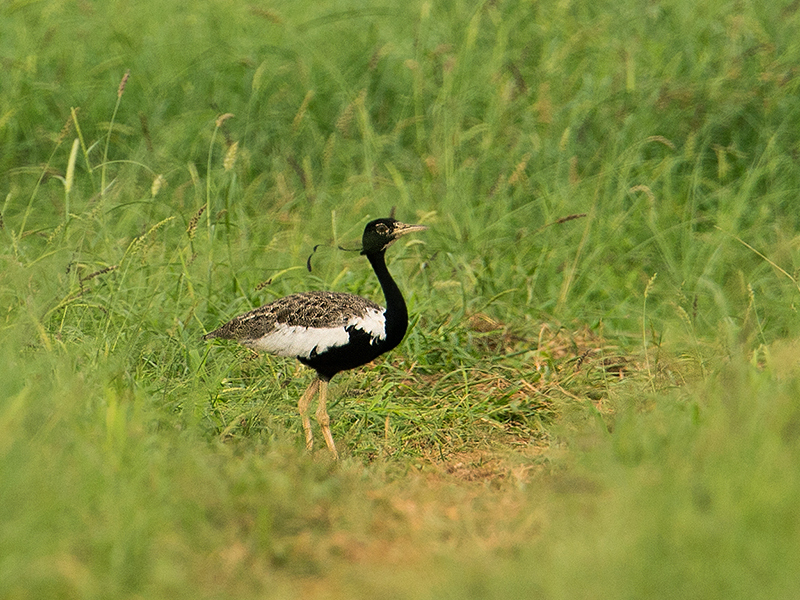
Индийский флорикан предпочитает высокотравье (самец).  Раджастан, Индия.
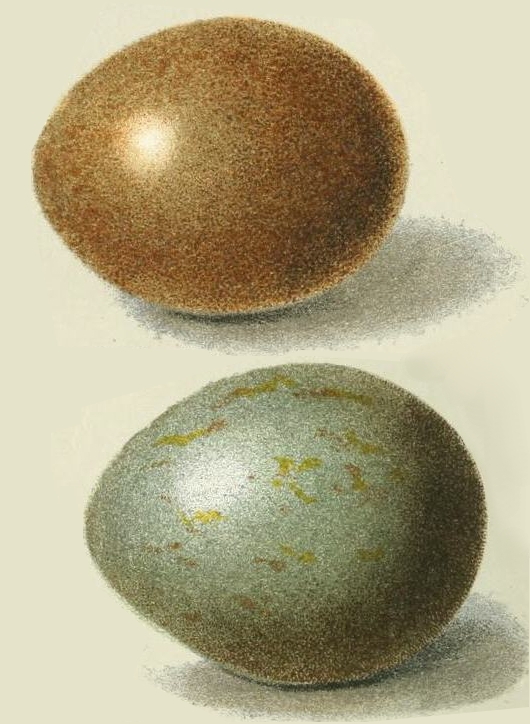
Яйца этого вида могут иметь разную окраску
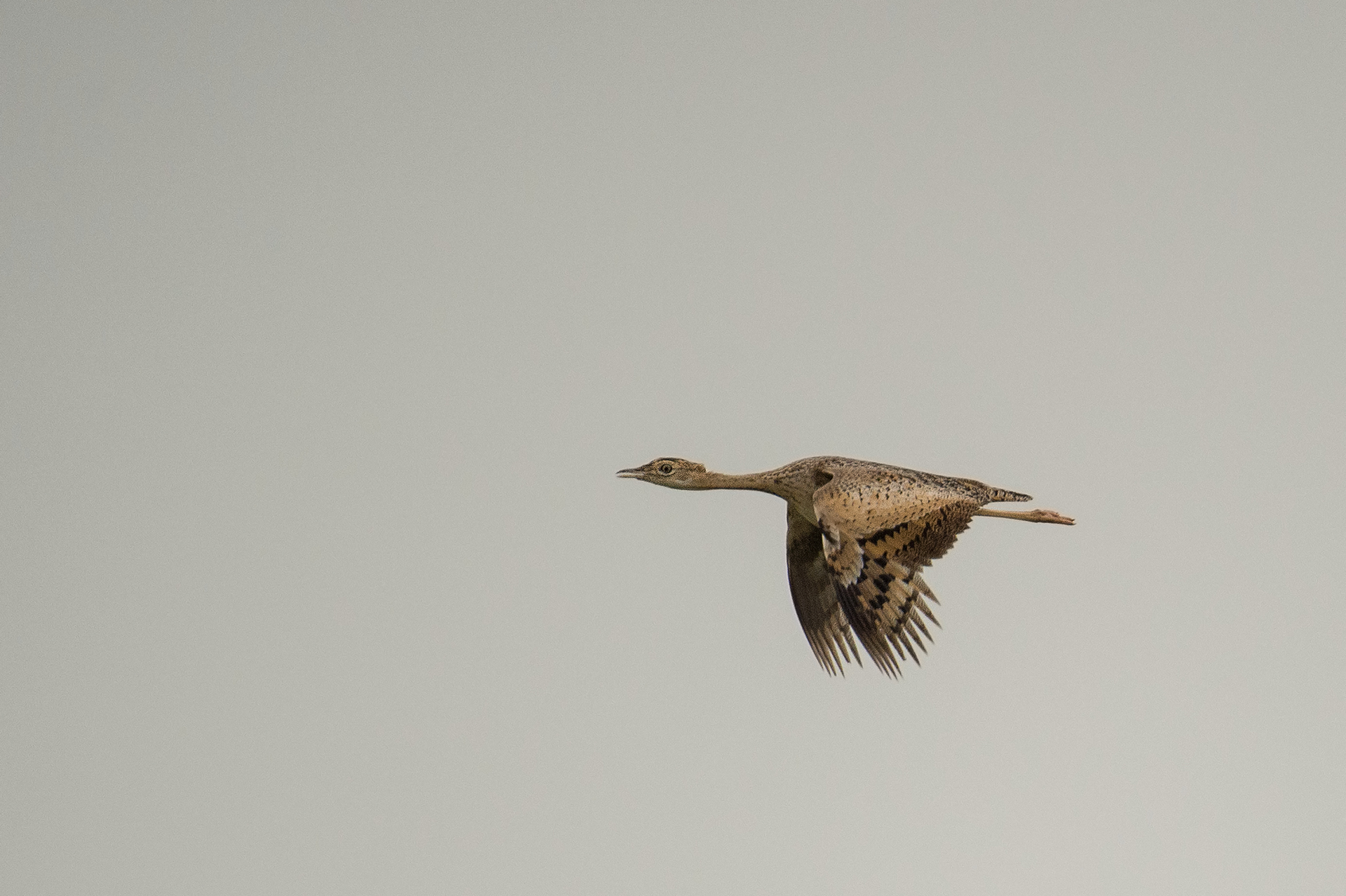
Самка в полёте